# S&NJ 1–4, 16, 17
Die sechs Lokomotiven S&NJ 1–4, 16 und 17 wurden 1884 und 1887 von Black, Hawthorn & Co in Gateshead, England mit den Baunummern 792 bis 795 sowie 918 und 919 für Sveriges & Norges Järnvägar AB gebaut. Die Satteltanklokomotiven waren auf der Strecke Gällivare–Luleå für den Rangierbetrieb vorgesehen.
Es waren die einzigen Lokomotiven der Gesellschaft, die von ihr bezahlt wurden. Die Streckenlokomotiven, die auf dieser Strecke eingesetzt waren, gingen nach deren Insolvenz an den Hersteller zurück und wurden anderweitig verkauft.

## SJ Å (I)
Als Sveriges & Norges Järnvägar 1891 insolvent wurden, übernahmen Statens Järnvägar die Strecke Gällivare–Luleå sowie die Lokomotiven und reihten diese in die Baureihe Å (I) mit den Betriebsnummern 442–447 ein.

## SJ Qå
1898 erfolgte eine Änderung im Nummernplan. Dadurch wurden die sechs Lokomotiven in die Baureihe Qå einsortiert. Die Betriebsnummern blieben gleich.

## Verbleib
1908 wurden die Qå 442 und Qå 443 abgestellt und spätestens im Jahr darauf verschrottet. Die Qå 444 und Qå 445 wurden 1910 abgestellt und 1913 bei AB Andersen & Pohl in Stockholm verschrottet.
Die Qå 446 und Qå 447 blieben bis 1929 im Einsatz und wurden in diesem Jahr an Stockholms Gasverk verkauft. Während die 446 dort verschrottet wurde, erfolgt der Weiterverkauf der 447 1930 an die Kumla–Yxhults Järnväg.

## KYJ 5
Die von Stockholms Gasverk 1930 gekaufte Lokomotive blieb bis 1936 bei der Kumla–Yxhults Järnväg im Einsatz und wurde dann in Arboga verschrottet.